# Fauconnet des Philippines
Microhierax erythrogenys
Espèce
Répartition géographique
Statut de conservation UICN

 LC  : Préoccupation mineure
Statut CITES
Le Fauconnet des Philippines (Microhierax erythrogenys) est une espèce d'oiseaux rapaces de la famille des Falconidae endémique des Philippines.

## Description

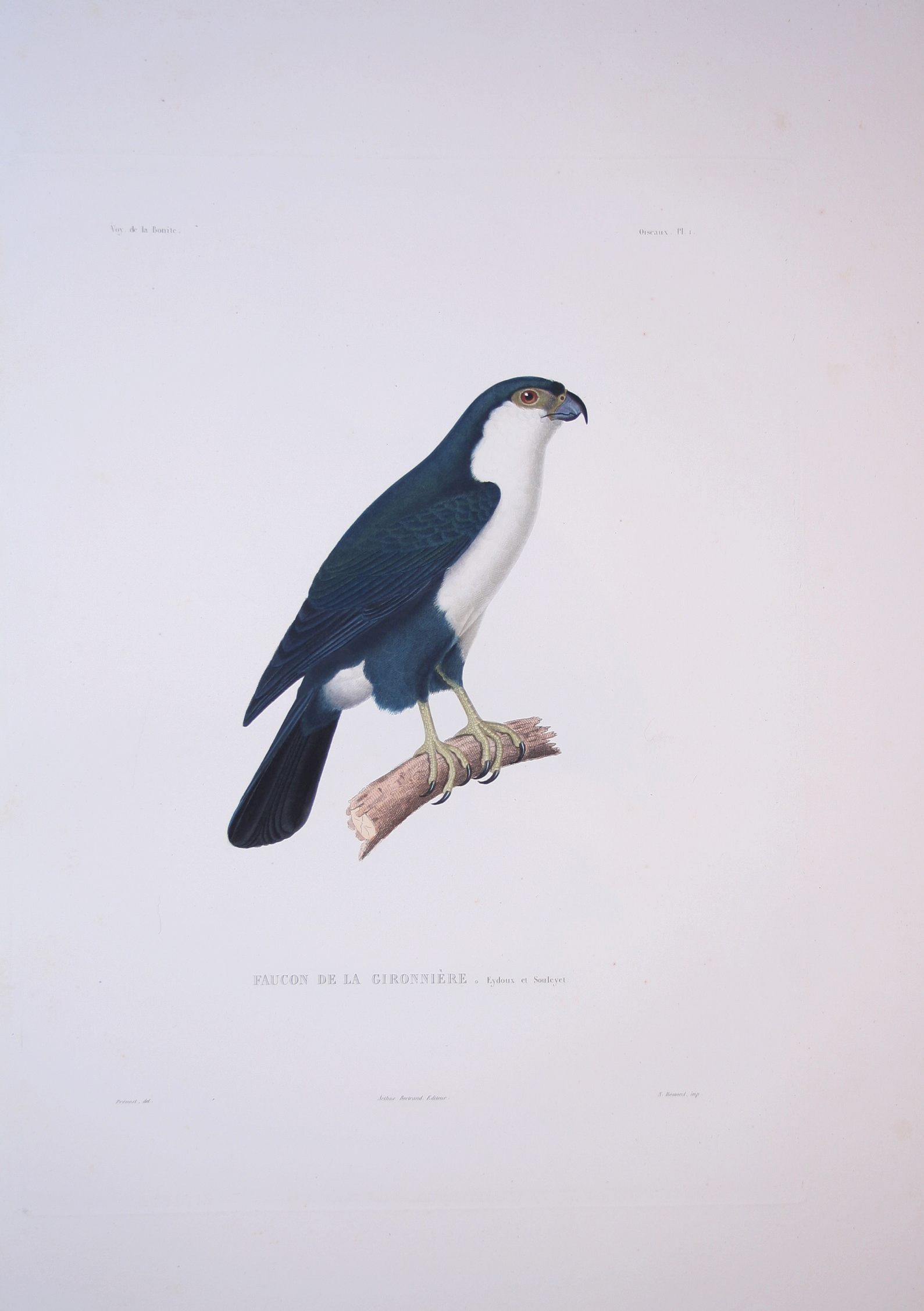
Fauconnet des Philippines ramené de Luçon lors du Voyage de la Bonite (décrit sous le nom de Falco gironnierri par Eydoux et Souleyet) conservé au MNHN de Paris

Cet oiseau mesure 15 à 18 cm pour une masse de 37 à 52 g.